# Бордетела
Бордете́ла (лат. Bordetella) — рід бактерій, які являють собою дрібні грам-негативні кокобактерії, що розташовуються в чистій культурі поодиноко або парами.
Рід нараховує 4 патогенні види:
- B. pertussis — бордетела, яка спричинює коклюш / кашлюк.
- B. parapertussis — спричинює паракоклюш / паракашлюк.
- B. bronchiseptica — бронхосептична.
- B. avium — пташина.

Ще 2 види здатні спричинити поодинокі випадки захворювання у людей:
- B. hinzii — виділялись з дихальних шляхів індичок і курчат, а також із слини та крові хворого на СНІД.
- B. holmesii — виділена із крові пацієнтів із порушеннями функцій імунної системи.

B. pertussis є збудником коклюшу, B. parapertussis — збудник паракоклюшу, захворювання подібне до коклюшу, але із легшим перебігом, B. bronchiseptica — збудник гострих респіраторних захворювань у тварин (собак, котів, свиней, кролів, корів тощо), цей збудник іноді спричинює у людини ГРВІ. Четвертий вид — B. avium був виділений у 1984 році із дихальних шляхів індиків при ринотрахеїті. Патогенність інших видів не прояснена.
Рід був названий на честь авторів,  бактеріологів бельгійця Ж. Борде та француза О. Жангу, які у 1906 році виділили в чистій культурі збудника спазматичного кашлю і назвали B. pertussis (з лат. pertussis — коклюш).
У 1937 році Г. Ельдеринг та П. Кендрик відкрили подібного збудника, який спричинює хворобу з легшим перебігом, і назвали — B. parapertussis.

## Bordetella pertussis

### Морфологія
B. pertussis мають форму овоїдних паличок, факультативний аероб за розміром 0,2-0,5{\displaystyle \times }1-1,2 мкм. У мазках розташовані поодиноко, іноді утворюють пари. Спор не утворюють, але утворюють капсулу, нерухливі, грам-негативні.

### Резистентність
Збудник не стійкий у довкіллі. При розсіяному сонячному світлі гинуть через 2 години, а пряме сонячне світло — через 1 годину УФ-випромінення вбиває через декілька хвилин. Також чутливі до дезінфікуючих засобів у звичайних концентраціях. За температури 56 — 60 °C гинуть через 10 — 15 хвилин, хоча бувають штами, які витримують таку температуру протягом 30 — 40 хвилин. Оптимальна температура зростання 35 — 37 °C, pH 6,8 — 7,4. При низьких температурах (нижче 25 — 28 °C) дисоціюють в авірулентні безкапсульні R-форми. У висушеному харкотинні гинуть через декілька годин, малочутливі до антибіотиків, особливо до пеніциліну.

### Культивування
Цей збудник вибагливий до поживного середовища, не росте на МПА та МПБ. Для розвитку цих бактерій обов'язково повинні бути три амінокислоти: пролін, цистеїн і глутамінова кислота. У процесі культивування бордетел вони починають накопичувати метаболіти, такі як ненасичені жирні кислоти, сульфіди, перекисні сполуки, що може призупиняти ріст бактерій. Щоб уникнути цього, поживні середовища, на яких культивують бордетел, повинні містити речовини з адсорбуючою здатністю, наприклад кров, активоване вугілля, альбумін тощо. Для цього використовують спеціальні поживні середовища: середовище Борде-Жангу (картопляно-гліцериновий агар із 25 % кров'ю), казеїново-вугільний агар (КВА) або молочно-кров'яний агар. Для пригнічення сторонньої мікрофлори, до середовища додають пеніцилін або цефалексин, або якийсь інший антибіотик.
Перші колонії з'являються через 3 — 4 доби. Ростуть повільно. Через 72 години на середовищі з'являються дрібні (до 1 — 4 мм у діаметрі), гладкі, блискучі, куполоподібні прозорі, сіруватого відтінку колонії, схожі на крапельки ртуті, в'язкої консистенції. Навколо себе колонії утворюють зону слабкого гемолізу.

### Ферментативна активність
Цей представник має низьку ферментативну активність. Він не ферментує вуглеводи, не розріджує желатин, не утворює індол чи сульфідну кислоту, проте утворює оксидазу.